# Goa'uld
The Goa'uld er en parasitisk race, der optræder i science fiction-tv-serien Stargate, som heltene fra serien ofte kommer i kamp med.

## Kort resume
The Goa'uld er en race af slangelignende væsener, der lever af at overtage andre racers kroppe og derved styre dem. De tager primært mennesker som ”værter”, men før de opdagede menneskeheden besatte de mest Unas, da disse er store, stærke, og mere eller mindre uintelligente væsener. Endnu en grund til at Unas var den første race the Goa’uld overtog, var at de lever på P3X-888, hvor man har fundet de ældste rester af Goa'uld-larver.

## Historie
Første gang menneskeheden møder The Goa'uld er i det gamle Egypten ca. 8000 f.kr., da systemherren Ra lander med sit rumskib og overtager en ung dreng. Fra denne tid styrer The Goa'uld jorden, og overtager rollerne som guder, for lettere at kunne styre deres slaver. The Goa'uld kender vi ikke kun fra Egypten, men også fra Asien hvor Goa'uld Yu blandt andet har levet. Også i græsk mytologi har The Goa'uld fundet guder at opkalde sig efter, her kender vi Cronus der i græsk mytologi optræder som en af de tolv titaner. Med deres status som guder tog The Goa'uld mange folk fra jorden og sendte dem til andre verdener for at arbejde som slaver, og det er på denne måde, at menneskeheden er blevet spredt ud over hele galaksen.

## Jaffa
Alle ledere der styrer med frygt må have en hær og The Goa'uld er ingen undtagelse. Deres hær består af mennesker fra jorden, som har fået placeret en Goa'uld-larve i maven i en såkaldt pung; disse mennesker kaldes Jaffa. En Jaffa får sin Goa'uld-larve i en meget ung alder. Dette gøres af to grunde:
- Goa'uld-larven hjælper med at helbrede Jaffa, der er blevet såret i kamp og dette gør en Jaffa til en meget stærk modstander.
- En Goa'uld i sin larveform kan ikke overleve, hvis den ikke bliver fodret med små elektriske stød eller indsat i en Jaffa.

Måden hvorpå Jaffa'en får sin larve er ved en nærmest hellig ceremoni ved navn ”prim'tah”. Ved denne ceremoni skabes der en form for pung, hvori larven ligger. Larven er i stand til at kigge ud af en åbning i maven, men forlader dog aldrig kroppen, da det vil betyde døden for både den og Jaffa’en, hvis de da ikke finder en ny krop/larve indenfor kort tid. Jaffa’en og larven kan ikke tale sammen under normale omstændigheder; kun under en dyb meditation ved navn ”kelnorim” kan Jaffa'en mærke larvens tilstedeværelse, dette er dog ikke tilladt. En Jaffa kan sagtens blive over 100 år gammel og stadig have en chance på kampmarken. Jaffa'ene er også slaver til de onde Goa’uld, og mange ønsker ikke at kæmpe for deres falske gud, men tør dog ikke gøre modstand. Dog er der en stadig voksende gruppe af Jaffa, der kæmper for at befri alle Jaffa fra deres falske guder. Disse folk kaldes ”Shol'va”, der oversat af tilhængere af the Goa’uld betyder forræder.

## Generelt
The Goa'uld er meget onde og er derfor den primære modstand mod SGC i starten af serien, men mod slutningen af tv-seriens 7. sæson spiller de en mindre og mindre rolle i serien, da nye fjender kommer til.
Der er mange forskellige teorier på hvorfor the Goa'uld er så onde. Den mest kendte er nok, at det skyldes deres sarkofag, der kan helbrede deres menneskekroppe. Denne teori forekommer i afsnittet Need, hvor Daniel bliver udsat for sarkofagen mange gange og derved bliver ond.

## Parring
Goa'uld kan godt formere sig som mennesker, men gør det ikke, da Goa'uld har arvelig hukommelse. Dette betyder, at hvis to Goa’uld får et barn, vil barnet kende den samlede viden af alle Goa'uld (dog ikke personlige minder, kun teknologi osv.), men det vil ikke havde en Goa'uld larve i sig; et sådant barn kaldes en ”Harsesis”. En sådan viser sig, da SG-1 møder drengen Shifu, der er barn af Apophis og Sha're/Amaunet.
Den normale måde for Goa'uld at formere sig på er igennem en dronning. Dronningen er befrugtet og foretager sig ikke andet i sit liv end at føde Goa'uld larver, og tilbringer desuden det meste af sin tid i vand. Dronninger bliver ofte meget gamle; den højeste alder, man kender til, er Tok'ra-dronningen Egeria, der er ca. 2.000 år.

## Ledere
The Goa'uld har et rangsystem, der fortæller hvem der har magt, og hvem der ikke har. The Goa'uld er næsten ikke andet end ledere og videnskabsmænd. Blandt lederne findes en forsamling af de stærkeste Goa’uld ved navn systemherrerne (Systemlords), denne gruppe består af de stærkeste og ofte ældste Goa'ulds, det er under dem, alle andre Goa'uld arbejder. Hver systemherre har sin egen personlige hær, og denne hær har en leder, en såkaldt First Prime. Dette er oftest en Jaffa. Antallet af systemherrer forbliver næsten konstant, for når en forsvinder, kommer en anden Goa'uld for at overtage den magt, der nu er ledig.